# Risque assurable
Un risque assurable par une société d'assurance doit être 
- aléatoire
- futur = pas de rétroactivité
- licite = non contraire à la loi
- involontaire = indépendant de la volonté de l'assuré
- réel = le bien assuré doit exister
- suffisamment courant pour pouvoir calculer sa probabilité
- sans être trop courant, au point d'être quasi certain, car alors il ne pourrait être couvert qu'à un tarif prohibitif.

L'aléa est le caractère principal de tout contrat d'assurance, et définit donc la notion de risque assurable. L'aléa peut porter sur la survenance ou la non survenance d'un évènement (par exemple le vol), mais aussi sur la date de réalisation d'un évènement certain (par exemple en assurance décès).

## Liens entre assurabilité et tarification
Pour qu'un assureur accepte de garantir un aléa, il doit pouvoir estimer le risque et le tarifer, c'est-à-dire calculer une prime d'assurance. Cette prime doit bien entendu ne pas être infinie, ce qui exclut certains risques pouvant amener à des pertes arbitrairement élevées à des fréquences non négligeables. Ceci implique que la perte moyenne est finie, mais également que la variabilité des pertes l'est. Un risque qui ne remplirait pas ces conditions ne serait pas assurable, mais peut toutefois le redevenir si l'assureur rajoute une clause limitant sa perte maximale.

## Cas de distorsion
Enfin, deux comportements possibles des assurés peuvent mettre en péril l'assurabilité d'un risque : l'aléa moral et l'antisélection.
- Un assuré peut voir son profil de risque évoluer lorsqu'il souscrit un contrat d'assurance : l'existence même du contrat d'assurance va augmenter la fréquence ou le coût des sinistres. Toute estimation du risque basée sur une population de personnes non assurées n'est dès lors plus représentative du risque supporté réellement par l'assureur. C'est le cas par exemple pour l'assurance maladie dans le domaine de l'optique. Un assuré changera plus souvent de lunettes s'il est intégralement remboursé que si le coût de son nouvel équipement est entièrement à sa charge.

- L'antisélection, elle, prend sa source dans la dissymétrie d'information entre l'assureur et son assuré potentiel. L'assuré potentiel connaît en effet mieux son profil de risque que l'assureur, qui ne peut que l'évaluer. En présence d'antisélection, l'assuré ne souscrit le contrat que parce qu'il sait que son risque est supérieur à l'estimation qu'en fait l'assureur.

## Aléas ressortant d'autres techniques de couverture que l'assurance
Les risques liés aux évolutions économiques et financières, par exemple à l'évolution des prix de certaines matières ou à celle des cours de devises et de taux d'intérêt ne sont pas habituellement considérées comme assurables au sens propre. Mais ils peuvent faire l'objet de couverture sur le marché des contrats dérivés. On mettra à part l'assurance crédit offerte par des sociétés financières particulières.
Certains risques font par ailleurs l'objet de paris organisés par les célèbres bookmakers londoniens. Ils peuvent permettre indirectement la couverture de risques très spécifiques et peu probabilisés, mais auxquels l'équilibre des mises des parieurs constitue une cote du risque. Certaines études auraient montré que ce genre de paris, agissant comme une sorte de marché, seraient parfois plus prédictifs que des études prévisionnelles sophistiquées.